# Лозовое (Луганская область)
Лозовое (укр. Лозове) — село, относится к Старобельскому району Луганской области Украины.
Население по переписи 2001 года составляло 59 человек. Почтовый индекс — 92733. Телефонный код — 6461. Занимает площадь 0,44 км². Код КОАТУУ — 4425184806.

## Местный совет
92732, Луганська обл., Старобільський р-н, с. Садки, вул. Леніна, 30а (укр.)